# Str8 Killa
| Recensione        | Giudizio   |
| ----------------- | ---------- |
| About.com         | [ 1 ]      |
| AllMusic          | [ 2 ]      |
| HipHopDX          | [ 3 ]      |
| HipHopSite.Com    | [ 4 ]      |
| Los Angeles Times | [ 5 ]      |
| Pitchfork         | [ 6 ]      |
| RapReviews        | [ 7 ]      |
| Spin              | [ 8 ]      |
| Washington Post   | Favorevole |

Str8 Killa è un EP del rapper Freddie Gibbs uscito nel 2010 da Decon Records.

## Tracce
1. Str8 Killa No Filla
2. Rep 2 tha Fullest
3. National Anthem (Fuck the World)
4. The Coldest
5. Personal OG
6. Live By the Game
7. Rock Bottom
8. Oil Money

## Classifiche
| Pozione (2010)            | Massima posizione |
| ------------------------- | ----------------- |
| Stati Uniti (R&B/Hip Hop) | 48                |
| Stati Uniti (heatseekers) | 13                |